# Daemusin de Goguryeo
El rey Daemusin de Goguryeo ( año 4 del 44 a 18-44) fue el tercer gobernante de Goguryeo, el reino más septentrional de los tres reinos de Corea. Expandió el territorio considerablemente mediante la conquista del reino de Dongbuyeo y varios pequeños estados próximos a sus dominios.

## Nacimiento
Nació como el príncipe Muhyul, el tercer hijo del rey Yuri, lo cual significa que también es el nieto de Jumong. Ganó la posición del heredero a la edad de once años (en el año 14 d. C.) y fue coronado como monarca tras la muerte de su padre.

Por su parte Daemusin fue el padre del quinto rey Goguryeo: Mobon.
Daemusin centralizó el gobierno de Goguryeo ya que tal centralización le facilitaba la expansión de su territorio. De este modo tuvo éxito en anexar Dongbuyeo tras matar al rey de tal reino llamado Daeso de Buyeo en el año 22 d. C. y luego, en el año 26, también atacó a dos países llamados Gaema y Guda.
Luego de repeler una invasión chino en el año 28, envió su hijo, el príncipe Hodong para vencer a la comandancia de Nangnang (Lelang) en 37, pero el emperador chino Liu Xiu de la dinastía Han avanzó nuevamente contra Goguryeo en el año 44.

## Título
Generalmente, los nombres de los reyes de Goguryeo corresponden al sitio de ubicación de sus respectivas tumbas. Pero el nombre Daemusin wang (en Hangul :대무신왕) que en coreano literalmente significa «Gran Rey Guerrero» sugiere a algunos historiadores de que tal rey expandió a su reino en todas las direcciones geográficas principalmente mediante conquistas militares.